# 潟口いくこ
潟口 いくこ（かたぐち いくこ 、1954年 - ）は、東京都出身の料理研究家。
武蔵野美術大学卒業。マドモアゼルいくこ名義で料理本を出版している。本来の専門は油絵であるため、著作内の挿絵も手掛ける。

## 著作
彼女の著書には完成品の写真がほとんど掲載されず、潟口自身が手がける挿絵でのみ、その料理の概要が判るという特色がある。これは料理本としては異例のことである。また、発表された時代柄、バターよりマーガリンを使用したレシピが多い。
- 「秘密のケーキづくり おいしくて太らない 簡単で失敗しない」（主婦と生活社） 1978年6月。当書で紹介されたリンゴを使用したヨーグルトケーキ「ヨーグルトポムポム」は、日本におけるお菓子作りの定番となった[1]。
- 「秘密のクッキング」1979年12月
- 「ケーキの絵本―くるみの村の物語」1982年10月
- 「秘密のプチパーティ」